# Andrés Hurtado de Mendoza
Andrés Hurtado de Mendoza y Cabrera (Cuenca, 1510-Lima, 14 de septiembre de 1560) fue un militar y político español que llegó a ser el III Virrey del Perú, entre 1556 y 1560. Su gobierno marcó la culminación del período de guerras civiles, caracterizado por continuas revueltas y modificaciones en el escenario del poder. Pacificó el Virreinato, impuso el respeto a la autoridad y fomentó la colonización.

## Infancia y juventud
Miembro de un distinguido linaje alcarreño, fue hijo de Diego Hurtado de Mendoza y Silva, I Marqués de Cañete, de la poderosa Casa de Mendoza, y de Isabel de Cabrera y Bobadilla, hija del Marqués de Moya. Nieto de Honorato de Mendoza, Corregidor de Salamanca durante los Reyes Católicos y de Francisca de Silva y Ribera. Bisnieto de Juan Hurtado de Mendoza, II señor de Estado de Cañate, Guarda mayor de Cuenca y montero mayor del Rey, e Inés Manrique, hija del adelantado, Pedro Manrique. Heredó el marquesado de Cañete, concedido a su padre Diego Hurtado de Mendoza y Silva  por Carlos I el 7 de julio de 1530, aunque se había creado (pero sin emitir el oportuna Real Despacho), en 1490 por los Reyes Católicos.
Sucedió a su padre en sus posesiones conquenses, siendo Guarda Mayor de Cuenca. Luego, fue Montero Mayor de Castilla y acompañó al emperador Carlos I en las campañas militares que libró en Alemania y Flandes, donde se distinguió.

## Nombramiento como Virrey del Perú
El 10 de marzo de 1555 recibió la designación de virrey, gobernador y capitán general del Perú y Presidente de la Real Audiencia de Lima. Todavía antes de la partida escribió una carta al emperador, manifestándole tener noticia de que en el Perú habitaban entonces cerca de ocho mil españoles, de los cuales solo quinientos poseían repartimientos de indios, un millar tenían algún negocio u oficio y el resto carecía de medios para subsistir: era necesario, pues, “desaguar” la tierra de tantos elementos ociosos. Con este ideal en la cabeza, y con un nutrido séquito de parientes y criados, entre quienes se contaban sus hijos Felipe y García Hurtado de Mendoza, el conquistador Jerónimo de Alderete como gobernador designado de Chile, el poeta Alonso de Ercilla y el oidor Gregorio González de Cuenca, se hizo a la vela en el puerto de Sanlúcar de Barrameda, el 15 de octubre de 1555.
Apenas tocó tierra en Panamá inició juicio de residencia a los magistrados de la Audiencia y diversos funcionarios, y reprimió a una partida de cimarrones o esclavos negros fugitivos que asolaban la región. El encargado de esta última misión fue Pedro de Ursúa, quien logró apresar al autodenominado “rey de Bayano”, caudillo de los negros, quien fue ahorcado.
El virrey Marqués de Cañete arribó al Perú tocando tierra en Paita el 24 de marzo de 1556; pasó a Trujillo y continuó finalmente por el camino de los llanos hasta arribar a Lima. Era recibido en la Ciudad de los Reyes el 29 de junio de 1556.

## Obra pacificadora

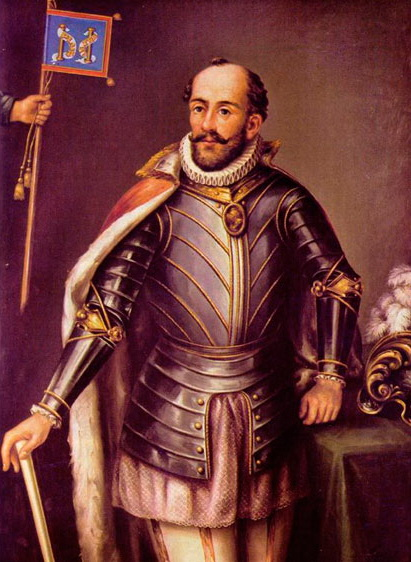
Andrés Hurtado de Mendoza.

Ni bien arribó al Perú, se dedicó con energía a pacificar y ordenar el país, sacudido recientemente  por la rebelión  de Francisco Hernández Girón. Una de sus primeras medidas fue la orden de confiscación de armamento para ser depositado en la Sala de Armas de Lima. A continuación, otorgó plenos poderes al licenciado Bautista Muñoz y al oidor Diego González Altamirano para extinguir todo signo de rebeldía a la autoridad virreinal en el Cuzco y en Charcas, respectivamente. El primero hizo ajusticiar a los lugartenientes de Girón que aún sobrevivían: Tomás Vásquez, Juan de Piedrahíta y Alonso Díaz. El segundo hizo lo mismo con Martín de Robles, un viejo capitán que había cometido el grave desliz de decir en una carta que el virrey necesitaba ser “puesto en crianza” al igual que sus predecesores, en clara alusión al final trágico del primer virrey, Blasco Núñez Vela. Aunque solo lo había dicho en broma fue tomado como una incitación al delito.
Como muchos capitanes y soldados reclamaban encomiendas y premios por sus servicios, y se ponían a hablar maledicencias contra la autoridad, el virrey invitó a Palacio a los principales cabecillas. Terminada la comida, los hizo arrestar y conducir al Callao, de donde salieron desterrados para España. Eran en total 37 individuos. Al cabo de menos de un año de gestión, reportaba con orgullo al Duque de Alba, que había hecho degollar, ahorcar o desterrar a más de ochocientos sujetos, lo cual contribuyó a descongestionar el país de habitantes nocivos.
Pero no todas fueron medidas de rigor. A fin de dar ocupación útil a los oficiales desocupados, creó la compañía de gentilhombres lanzas (con cien oficiales dotados de mil pesos de renta anual) y la subalterna compañía de arcabuceros (con cincuenta oficiales que cobraban 500 pesos de renta); ambas formaban la guardia del palacio virreinal, bajo el mando de Pedro de Córdoba.

## Expedición de pacificación a Chile
Otra medida importante del virrey para el descongestionamiento del Perú de elementos perturbadores, fue la organización de una expedición pacificadora de Chile. Tras la muerte del gobernador designado de dicho territorio, Jerónimo Alderete (1556), puso al frente de esta misión a su joven hijo García Hurtado de Mendoza, quien salió del Callao el 9 de enero de 1557 con un buen contingente de hombres de guerra. Con ellos iba el oidor Hernando de Santillán como consejero. Los expedicionarios llevaban la misión de apaciguar la hostilidad de los indios araucanos, así como zanjar las diferencias entre los caudillos españoles Francisco de Aguirre y Francisco de Villagra; doctamente asesorado por el oidor Santillán, García logró desarrollar allí una exitosa tarea, si bien la rebeldía de los araucanos persistiría muchas décadas más.

## Expediciones exploradoras o “entradas”
El virrey patrocinó también una serie de expediciones exploradoras hacia el este del territorio del virreinato (selva amazónica y cuenca del Plata), entre las que destacamos las siguientes:
- La de Gómez Arias Dávila a la región amazónica de Rupa rupa, descrita por los indios como una comarca rica y fértil.
- La de Juan de Salinas Loyola, gobernador de Yahuarzongo y Bracamoros, quien partiendo de Loja el 8 de julio de 1557, avanzó primero al sur y luego al oriente, venciendo la Cordillera del Cóndor. Fundó las poblaciones de Valladolid, Loyola, Santiago de las Montañas y Santa María de Nieva. Hizo la primera navegación del río Marañón, descubrió el pongo de Manseriche y luego el río Ucayali.
- La de Antonio de Oznayo, que penetró en los confines orientales de Jaén de Bracamoros.
- La de Andrés Manso, que incursionó en territorio de los feroces chiriguanos, al oriente de la Villa de la Plata.
- La de Pedro de Ursúa, hacia las tierras de Omagua y El Dorado, de la cual se hicieron preparativos formidables. Partió en septiembre de 1560, a poco de fallecer el virrey. Dicha expedición dio origen al célebre episodio de los  “marañones”, cuya figura sobresaliente fue el vasco Lope de Aguirre, el “traidor” o “loco rebelde”. Hizo la segunda navegación del río Amazonas, después de la de Orellana.

## Fundación de ciudades y villas
Hurtado de Mendoza promovió también la fundación de nuevas poblaciones (entre ciudades y villas), destinadas a acoger a los españoles faltos de tierras y a indios. Esta labor de colonización fue muy importante pues dichos poblados sirvieron a la vez como puntos de enlace entre las ciudades que ya existían en el país. Mencionaremos las principales de dichas fundaciones:
- La Villa de Santa María de la Parrilla (1555), junto a la desembocadura del río Santa, costa del actual departamento de Áncash, hoy llamada simplemente Santa.
- La Villa de Santa María de Cañete, actual Cañete (30 de agosto de 1556), fue fundada por Jerónimo Zurbano en el fértil valle del Huarco, a 144 km al sur de Lima.
- La Villa de San Miguel de la Rivera (27 de septiembre de 1557), hoy conocida simplemente como Camaná, fue fundada por Alonso Martínez de Rivera en el valle de Camaná, a 176 km al oeste de Arequipa. En realidad fue la segunda fundación de la villa, pues la primera ocurrió en 1539.
- Las poblaciones selváticas de Valladolid (1557), Loyola (1557), Santiago de las Montañas (1558) y Santa María de Nieva (1558), que según vimos fueron fundadas por el capitán Juan de Salinas Loyola, en las cuencas de los ríos Santiago y Marañón, en el actual departamento de Amazonas.

En el Ecuador, en ese entonces dependiente del Virreinato del Perú, el virrey dispuso fundar varias poblaciones, como:
- La ciudad de Santa Ana de los Ríos de Cuenca (1557), en el  camino serrano entre Quito y Loja, en las ruinas de la antigua ciudad inca de Tomebamba, y cerca del palacio incaico de Ingapirca, cuyo nombre fue en honor a la ciudad española cuna del Virrey.
- La villa de Nueva Baeza del Espíritu Santo (1559), en el Oriente del Ecuador, hoy Baeza.

En Chile su hijo García Hurtado de Mendoza hizo fundar la ciudad de Cañete de la Frontera y las villas de Osorno y Angol de los Infantes; al otro lado de los Andes, en la actual República de Argentina auspició la fundación de Mendoza, cuyo nombre perpetúa su apellido (1561).

## Sometimiento de Sayri Túpac

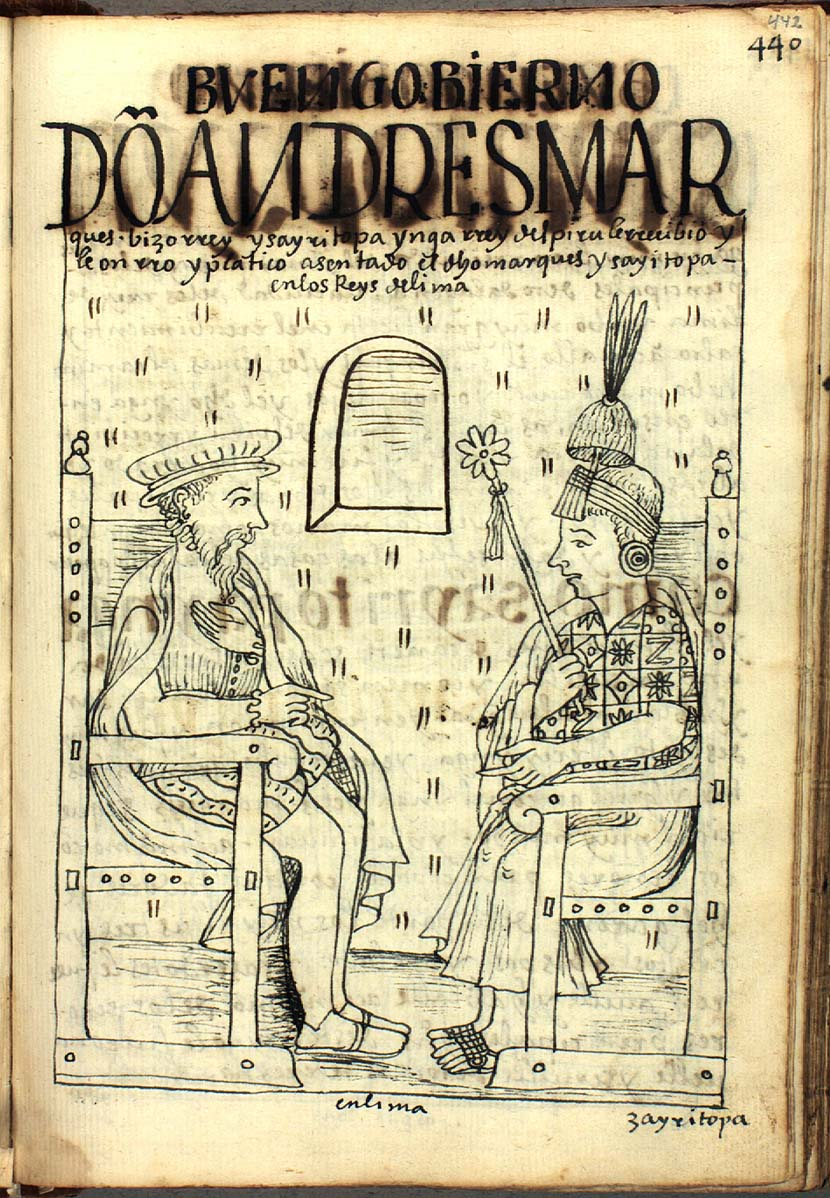
Manuscrito

A este virrey le correspondió también el logro de hacer que el inca Sayri Túpac, descendiente directo del linaje imperial, abandonase su reducto de Vilcabamba. El virrey recibió a Sayri Túpac en su Palacio de Gobierno de Lima, el día 5 de enero de 1558. Dos días después el Arzobispo invitó al inca a un banquete, donde ocurrió la célebre anécdota tantas veces contada: enterado Sayri Túpac de que solo como toda merced le darían una encomienda en el valle de Yucay, la misma que había sido del rebelde Hernández Girón, arrancó un hilo de la sobremesa y preguntando a sus anfitriones si aceptarían ese hilo en lugar de la sobremesa entera, díjoles que así procedían con él, en cuanto le quitaban un Imperio y le daban un jirón. Lo cierto es que el inca volvió al Cuzco, se bautizó en la Catedral y pasados tres años falleció en Yucay, cuando apenas tenía 43 años de edad.

## Medidas sociales
Entre las medidas de ámbito social de este virrey destaca la visita general que mandó realizar a los indios del Perú para evaluar el grado de explotación que sobre ellos ejercían los encomenderos y las cargas tributarias. Como resultado de esta acción, prohibió que los indios originarios de la sierra fueran trasladados forzosamente a la costa y viceversa. A continuación, dictó una serie de ordenanzas que reglamentaban entre los indios el sembrado, cultivo y comercio de la coca, al tiempo que pretendió desterrar la embriaguez imponiendo una serie de castigos corporales. Fomentó también la labor evangelizadora de los clérigos.

## Obras públicas
En lo que respecta a la edificación en Lima, realizó las siguientes obras:
- Concluyó las obras de la Catedral.
- Mandó construir un puente de piedra sobre el río Rímac, reemplazando al de madera y palos para beneficio de los limeños. El virrey marqués donó 12,000 pesos para la obra.
- Levantó la Casa de la Alhóndiga para almacenar los granos.
- Creó un juzgado privativo de aguas para fomentar el riego de los valles que circundaban la capital.

En otros lugares del Virreinato hizo las siguientes obras:
- Mandó tender un puente sobre el río Abancay, y otro sobre el Mantaro, en la quebrada de Anguyaco, en el camino al Cuzco. Formaba parte de un vasto plan encargado a cuatro canteros españoles, cuya misión era hacer puentes en los lugares necesarios a lo largo de toda la ruta hasta Potosí, en el Alto Perú (actual Bolivia).
- En el puerto del Callao se dieron los primeros pasos para la construcción de la Iglesia, Cementerio y Casa cural. En 1556 se estableció una factoría para la construcción de galeras. Aunque nunca hubo una fundación oficial del Callao, todo ello indicaba que ya por entonces se le consideraba como una población formal.

En materia educativa, hizo lo siguiente:
- Fundó un colegio de instrucción en Lima y otro en Trujillo.
- Mandó edificar la casa de Recogimiento de San Juan de la Penitencia, para educación de las doncellas mestizas, que a menudo sufrían el abandono de sus progenitores o quedaban huérfanas.

En lo que se refiere al patronato regio:
- Inauguró el Hospital de San Andrés para hombres y el de Nuestra Señora de la Caridad para mujeres, ambos destinados a la atención de los españoles enfermos o menesterosos (1556). En el primero se depositaron las momias de varios incas y de sus mujeres enviadas del Cuzco por el corregidor Juan Polo de Ondegardo, las que fueron enterradas en un corral de dicho hospital.
- Creó el beaterio de Nuestra Señora de los Remedios
- Apoyó la edificación del convento de San Francisco en Lima.

## En el orden económico
- Durante su gestión se produjo el auge de la explotación de plata en Potosí y el descubrimiento de las minas de azogue en Huancavelica, este último producto de uso fundamental en la técnica metalúrgica de la obtención de la plata. Su consecuencia fue que la mita minera quedara repartida entre esta región y las minas de Potosí, con la consiguiente ampliación del número de poblados indígenas afectos a los trabajos forzados. Los descubrimientos mineros permitieron que la Real Hacienda experimentara un crecimiento sostenido: se remitió a la Corona un total de 684.287 ducados en metales preciosos.
- La agricultura de la costa peruana experimentó una importante innovación al introducirse con éxito en 1560 el cultivo del olivo, por obra de don Antonio de Ribero. Este personaje había ido a España como procurador general de Lima, y de regreso trajo buena cantidad de plantones de olivo, de los cuales llegaron en buen estado solo tres, que los plantó en la huerta que tenía en Lima: uno le fue robado, pese a que lo hacía cuidar por cien negros y 30 perros; otro se malogró, y el último prosperó y fue el origen de los olivos del Perú, siendo los más celebrados los de Moquegua. El olivo robado reapareció en Chile, y a causa de la excomunión contra los ladrones, éstos lo restituyeron al cabo de tres años, pero ya la planta se había extendió en dicho país. Asimismo, en el Perú ya se cosechaba trigo, introducido desde los primeros años de la conquista por Inés Muñoz o María Escobar, que lo plantaron en Lima, y los primeros  granos cultivados, por ser aún escasos, los repartieron entre sus amigos. De ese modo se extendió la planta que prosperó en los valles aledaños; en 1539 se instalaron los primeros molinos y por primera vez fijo el cabildo de Lima los precios de venta en 1540. La semilla fue enviada también a Chile. La producción de trigo, solo en los valles de Lima, alcanzó tal prosperidad, que en el siglo XVII se llegó a exportar a Guayaquil, Panamá y otros lugares (este dato es importante pues existe el mito de que el Perú nunca produjo trigo en cantidad). Fue solo después del terremoto de 1687 cuando finalizó dicho auge. La vid también ya se hallaba extendida hacia 1550, atribuyéndose su introducción en el Perú al conquistador Francisco de Caravantes (1537); la planta prosperó sobre todo en los valles de Moquegua e Ica, aunque también los vecinos de Lima la cultivaban en sus huertas.

## Otros sucesos importantes

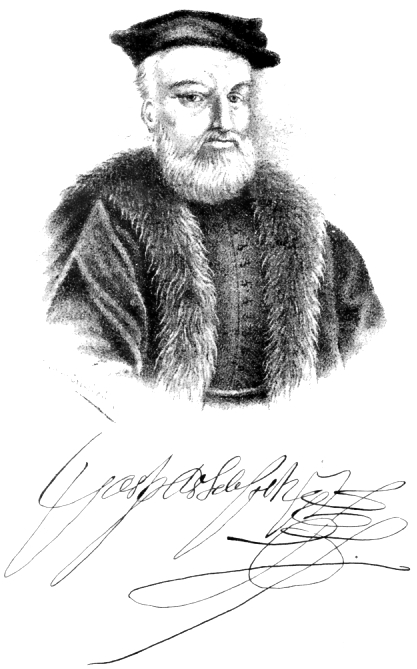
El Marqués de Cañete y su rúbrica, según grabado de Evaristo San Cristóbal, 1891.

- Tras la abdicación del emperador Carlos Quinto en su hijo Felipe II de las coronas de Castilla y Aragón, se produjo la proclamación del nuevo rey en Lima, el día 25 de julio de 1557. Con esta proclamación coincidió la primera acuñación de moneda que se hizo en Lima, la que llevaba  en el anverso los bustos superpuestos del Rey y de su esposa María de Inglaterra y la inscripción Phil. et Maria Dei gratia Ang. et Hisp. rexis y en el anverso las armas de España y la leyenda Philp. Dei gratia Hisp. rex.
- Acaeció luego la muerte de Carlos Quinto, por lo que se celebraron en Lima las primeras exequias reales y la llegada del sello del nuevo Rey que condujo el oidor Saavedra y que recibió la Audiencia el día 28 de abril de 1558.
- Se creó el Consejo de la Real Hacienda, a fin de resolver las peticiones concernientes a este ramo
- Se erigió la Real Audiencia de Charcas en 1559 en la actual ciudad de Sucre Bolivia, la cual sería instalada años después, ya bajo el gobierno de los sucesores del Virrey.

## Fin de su gobierno
Pese a su meritorio empeño, don Andrés Hurtado de Mendoza debió soportar la antipatía de los funcionarios de la Real Audiencia, que estaban ensoberbecidos por su dilatado ejercicio del poder y coligados con la oligarquía de encomenderos. Dicho tribunal estaba conformado por los oidores antiguos Melchor Bravo de Saravia, Hernando de Santillán y Diego González Altamirano, y los nuevos: Mercado de Peñalosa y Gregorio González de Cuenca (éste había venido con el virrey).
Desde el comienzo el Virrey tuvo malentendidos con el doctor Bravo de Saravia, lo que se agravó con el hecho de no haberle concedido la gobernación de Chile, tal como ansiaba dicho oidor. Con el licenciado Santillán entabló al principio amistad; luego lo mandó a Chile como consejero de su hijo García, pero cuando retornó en 1559, ya se hallaban distanciados. Sometido a juicio de residencia, Santillán retornó a España. El oidor Altamirano fue enviado como Corregidor y Visitador de La Plata, donde se destacó por la severidad de sus procedimientos, lo que ocasionó numerosas quejas, por lo que fue suspendido de sus funciones y enviado a España en 1558.
La Audiencia quedó pues reducida a Bravo de Saravia, Mercado de Peñalosa y González de Cuenca. Á éstos los mantuvo a raya el Virrey, dejándoles la administración de la justicia y comunicándoles tan solo algunos de los asuntos de gobierno. Esto no agradó a Bravo de Saravia, y hubo un violento intercambio de palabras entre ambos, ordenando entonces el Virrey su arresto, pero Saravia logró evadirse y asilarse en el convento dominicano de la capital. Poco después hizo un arreglo con el virrey y volvió a la Audiencia.
Sin embargo, continuó la tensión entre los magistrados y el virrey. Los oidores, aunados al fiscal Fernández y a los oficiales reales, acusaron al virrey de nepotismo y malversación de caudales públicos. Todo ello se sumó a las apasionadas quejas de los vecinos desterrados y de parientes de los rebeldes ajusticiados, desacreditando así la figura del virrey en la Corte. En vista de su mala imagen, el Rey resolvió sustituirlo por Diego López de Zúñiga y Velasco, cuarto conde de Nieva. Debilitado por la reuma y afectado seguramente por la noticia de su destitución, a lo que se sumaron algunos desaires que el Conde de Nieva le hizo en el transcurso de su viaje a Lima, el marqués de Cañete falleció en el palacio de Lima el 14 de septiembre de 1560. Diose a su cadáver sepultura provisoria en la iglesia de San Francisco de Lima, y definitiva en la ciudad de Cuenca de España, a donde fue trasladado años después durante el virreinato de su hijo García.
| Predecesor: Melchor Bravo de Saravia Presidente de la Audiencia | Virrey del Perú 1556-1560   | Sucesor: Diego López de Zúñiga y Velasco Virrey del Perú |
| Predecesor: Diego Hurtado de Mendoza y Silva                    | Marqués de Cañete 1542-1560 | Sucesor: Diego Hurtado de Mendoza y Manrique             |